# Rhabdomastix himalayensis
Rhabdomastix himalayensis är en tvåvingeart som beskrevs av Alexander 1960. Rhabdomastix himalayensis ingår i släktet Rhabdomastix och familjen småharkrankar. Inga underarter finns listade i Catalogue of Life.